# Unia Demokratów na rzecz Republiki
Unia Demokratów na rzecz Republiki (fr. Union des démocrates pour la République, UDR) – francuska partia polityczna istniejąca w latach 1967–1976.

## Historia
Partia Unia Demokratów na rzecz Republiki (UDR) powstała w 1967 (do 1968 pod nazwą Unia Demokratów na rzecz V Republiki) i była kontynuatorką założonej w październiku 1958 przez Charles’a de Gaulle’a Unii na rzecz Nowej Republiki (UNR), która w 1962 połączyła się z założoną w 1959 Demokratyczną Unią Pracy (UDT). UDR istniała do 1976, a jej ideową kontynuacją jest powstałe w grudniu 1976 z inicjatywy Chiraca neogaullistowskie Zgromadzenie na rzecz Republiki (RPR).

## Sekretarze generalni partii
- 1967–1971 Robert Poujade
- 1971–1972 René Tomasini
- 1972–1973 Alain Peyrefitte
- 1973–1974 Alexandre Sanguinetti
- 1974–1975 Jacques Chirac
- 1975–1976 André Bord
- 1976 Yves Guéna

## Poparcie
| Wybory | Poparcie | Zmiana punktów procentowych | Mandaty | Zmiana |
| ------ | -------- | --------------------------- | ------- | ------ |
| 1967   | 37,73%   | -                           | 200     | -      |
| 1968   | 43,65%   | 5,92                        | 293     | 93     |
| 1973   | 23,93%   | 19,72                       | 183     | 110    |